# Willie Davenport
Pour les articles homonymes, voir Davenport.
Wilbur D. Davenport  dit Willie Davenport (né le 8 juin 1943 à Troy, et mort le 17 juin 2002 à Chicago) est un athlète américain, spécialiste du 110 mètres haies. 
Il a participé à quatre éditions des Jeux olympiques d'été, remportant deux médailles sur 110 mètres haies, l'or en 1968 et le bronze en 1976. Il est également l'ancien codétenteur du record du monde de la discipline de 1969 à 1975 grâce à son temps de 13 s 2 établi le 4 juillet 1969 à Zurich. 
Il participe après sa carrière d'athlète aux Jeux olympiques d'hiver de 1980 dans l'épreuve de bobsleigh.

## Biographie
Après avoir étudié au sein de l'Université Warren, dans l'Ohio, Willie Davenport décide de s'engager dans l'armée. Incorporé au 50e régiment d'infanterie de Mayence en Allemagne de l'Ouest, il participe en 1963 à plusieurs compétitions d'athlétisme et réalise 10 s 3 sur 100 m et 13 s 9 sur 110 m haies. Il se révèle durant les sélections olympiques américaines de 1964 en dominant son compatriote Hayes Jones en finale du 110 mètres haies et obtient sa qualification pour sa première grande compétition internationale. Blessé à une jambe lors d'un entrainement aux Jeux de Tokyo, il est éliminé au stade des demi-finales. Davenport quitte l'armée en 1965 et regagne les États-Unis où il se voit attribuer une bourse d'études à la Southern University de Bâton-Rouge. S'entrainant désormais avec Robert Pound, il porte rapidement son record personnel sur 110 m haies à 13 s 5, puis 13 s 3 l'année suivante. 
En 1967, lors des sélections pour les Jeux panaméricains, il est sévèrement battu par son compatriote Earl McCullouch qui égale le record du monde de la discipline en 13 s 2. Davenport, crédité de 13 s 5, l'avait dominé quelques jours plus tôt lors des Championnats des États-Unis. Blessé aux adducteurs dès le début de la saison 1968, il est contraint de renoncer aux championnats US de Los Angeles en juin. Mais il gagne les sélections américaines pour les Jeux olympiques en septembre alors que son grand rival Earl McCullouch heurte une haie et ne se qualifie pas. 

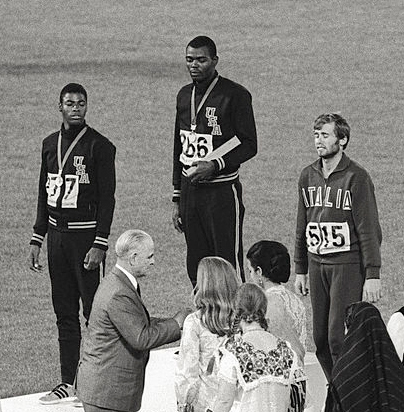
Willie Davenport sur la plus haute marche du podium lors des Jeux olympiques de 1968.

A Mexico, Davenport remporte facilement la finale du 110 m haies des Jeux olympiques de 1968 en 13 s 3, soit un nouveau record olympique. Auteur d'un départ rapide, l'américain réussit à maintenir son avance jusqu'à la ligne d'arrivée où il devance d'un dixième de seconde son compatriote Ervin Hall et l'Italien Eddy Ottoz. Avec ce titre, Davenport poursuit également la tradition des hurdlers américains, victorieux aux Jeux olympiques depuis 1932. Tenté lui aussi par les sirènes du football américain en fin de saison 1968, il décide finalement de poursuivre sa carrière d'athlète. 
En 1969, il descend à 21 reprises sous la barre des 14 secondes, dont 18 fois sous les 13 s 5. Le 4 juillet, il réalise 13 s 2 lors du meeting de Zurich, égalant à l'occasion le record du monde du 110 m haies détenu conjointement par Martin Lauer, Lee Calhoun et Earl McCullouch. Alors que les pistes rapides en synthétique se multiplient au début des années 1970, il observe l'arrivée de redoutables adversaires, à l'image du Français Guy Drut ou de l'américain Rod Milburn qui le devance régulièrement en meeting. 
En finale des Jeux olympiques de 1972 à Munich, Willie Davenport termine au pied du podium en 13 s 50, battu de deux centièmes de secondes par Thomas Hill dans une course dominée par Milburn. En 1975, Davenport se blesse grièvement en heurtant une haie en demi-finales des Championnats des États-Unis à Eugene. Contraint de mettre prématurément un terme à sa saison, il subit une opération chirurgicale à la suite d'une distension des ligaments du genou. 
De retour sur les pistes en début d'année 1976, il obtient sa qualification pour les Jeux olympiques de Montréal, ses quatrièmes consécutifs. Dominé par Guy Drut et Alejandro Casanas en finale, il parvient néanmoins à conserver la troisième place (13 s 38) et remporter, à l'âge de 33 ans, une nouvelle médaille olympique, huit ans après son titre de Mexico. Peu après, Willie Davenport met un terme à sa carrière d'athlète.
Sollicité par l'équipe américaine de bobsleigh en tant que pousseur en bob à quatre à la fin des années 1970, Davenport participe à la qualification de l'équipage pour les Jeux olympiques d'hiver de 1980 à Lake Placid. Il devient à l'occasion le premier afro-américain à participer à une épreuve des Jeux olympiques d'hiver. L'équipe des États-Unis se classe finalement douzième.
Il accède au grade de colonel dans la Garde nationale des États-Unis.
Il est élu au Temple de la renommée de l'athlétisme des États-Unis en 1982, et au Temple de la renommée olympique en 1990.
Le 17 juin 2002, Willie Davenport décède d'un infarctus du myocarde à l'aéroport international O'Hare de Chicago,.

## Palmarès

### International
| Date | Compétition        | Lieu     | Résultat | Épreuve     |
| ---- | ------------------ | -------- | -------- | ----------- |
| 1965 | Universiade        | Budapest | 3e       | 110 m haies |
| 1967 | Jeux panaméricains | Winnipeg | 2e       | 110 m haies |
| 1968 | Jeux olympiques    | Mexico   | 1er      | 110 m haies |
| 1972 | Jeux olympiques    | Munich   | 4e       | 110 m haies |
| 1976 | Jeux olympiques    | Montréal | 3e       | 110 m haies |

### National
- Championnats des États-Unis : 
  - vainqueur en 1965, 1966, 1967 et 1969, 2e en 1972, 3e en 1970, 1971 et 1977
- Sélections olympiques américaines : 
  - vainqueur en 1964 et 1968, 2e en 1972 et 1976

### Autres
- Jeux olympiques d'hiver de 1980 à Lake Placid :
  - 12e en bob à quatre

## Records

### Records personnels
| Épreuve     | Performance | Lieu   | Date           |
| ----------- | ----------- | ------ | -------------- |
| 110 m haies | 13 s 2      | Zurich | 4 juillet 1969 |

### Meilleures performances par année
| Année | Temps   | Date              | Lieu        | Rang |
| ----- | ------- | ----------------- | ----------- | ---- |
| 1963  | 14 s 0  | 30 juin 1963      | Berlin      | 22   |
| 1964  | 13 s 6  | 12 septembre 1964 | Los Angeles | 4    |
| 1965  | 13 s 5  | 31 juillet 1965   | Kiev        | 1    |
| 1966  | 13 s 3  | 25 juin 1966      | New York    | 1    |
| 1967  | 13 s 3  | 22 juillet 1967   | Bakersfield | 2    |
| 1968  | 13 s 2  | 31 août 1968      | Knoxville   | 1    |
| 1969  | 13 s 2  | 4 juillet 1969    | Zurich      | 1    |
| 1970  | 13 s 4  | 26 juin 1970      | Bakersfield | 6    |
| 1971  | 13 s 3  | 25 juin 1971      | Eugene      | 2    |
| 1972  | 13 s 50 | 7 septembre 1972  | Munich      | 9    |
| 1974  | 13 s 5  | 21 juin 1974      | Westwood    | 13   |
| 1976  | 13 s 38 | 28 juillet 1976   | Montréal    | 4    |
| 1977  | 13 s 56 | 10 juin 1977      | Westwood    | 7    |